# Open Sud de France 2024 - Qualificazioni singolare
Le qualificazioni del singolare del Open Sud de France 2024 sono state un torneo di tennis preliminare per accedere alla fase finale della manifestazione. I vincitori dell'ultimo turno sono entrati di diritto nel tabellone principale. In caso di ritiro di uno o più giocatori aventi diritto, a questi sono subentrati i lucky loser, ossia i giocatori che hanno perso nell'ultimo turno ma che avevano una classifica più alta rispetto agli altri partecipanti che avevano comunque perso nel turno finale.

## Teste di serie
1. Luca Nardi (primo turno)
2. Maxime Cressy (ritirato)
3. Giulio Zeppieri (ultimo turno, lucky loser)
4. Titouan Droguet (ultimo turno)

1. Pablo Llamas Ruiz (qualificato)
2. Jesper de Jong (primo turno)
3. Dalibor Svrčina (qualificato)
4. Antoine Escoffier (qualificato)

## Qualificati
1. Antoine Escoffier
2. Pablo Llamas Ruiz

1. Dalibor Svrčina
2. Ugo Blanchet

### Lucky Loser
1. Giulio Zeppieri

## Tabellone

### Sezione 1
|  | Primo turno | Primo turno       | Primo turno       | Primo turno | Primo turno |  |  | Ultimo turno | Ultimo turno      | Ultimo turno      | Ultimo turno | Ultimo turno |  |
|  |             |                   |                   |             |             |  |  |              |                   |                   |              |              |  |
|  | 1           | Luca Nardi        | Luca Nardi        | 3           | 4           |  |  |              |                   |                   |              |              |  |
|  |             | Daniel Rincón     | Daniel Rincón     | 6           | 6           |  |  |              | Daniel Rincón     | Daniel Rincón     | 1            | 3            |  |
|  |             | Hugo Grenier      | Hugo Grenier      | 5           | 5           |  |  | 8            | Antoine Escoffier | Antoine Escoffier | 6            | 6            |  |
|  | 8           | Antoine Escoffier | Antoine Escoffier | 7           | 7           |  |  |              |                   |                   |              |              |  |

### Sezione 2
|  | Primo turno | Primo turno          | Primo turno          | Primo turno | Primo turno |  |  | Ultimo turno | Ultimo turno      | Ultimo turno      | Ultimo turno | Ultimo turno |  |
|  |             |                      |                      |             |             |  |  |              |                   |                   |              |              |  |
|  | Alt         | Francesco Maestrelli | Francesco Maestrelli | 4           | 3           |  |  |              |                   |                   |              |              |  |
|  |             | Calvin Hemery        | Calvin Hemery        | 6           | 6           |  |  |              | Calvin Hemery     | Calvin Hemery     | 2            | 3            |  |
|  | Alt         | Matteo Gigante       | Matteo Gigante       | 3           | 2           |  |  | 5            | Pablo Llamas Ruiz | Pablo Llamas Ruiz | 6            | 6            |  |
|  | 5           | Pablo Llamas Ruiz    | Pablo Llamas Ruiz    | 6           | 6           |  |  |              |                   |                   |              |              |  |

### Sezione 3
|  | Primo turno | Primo turno        | Primo turno | Primo turno | Primo turno |  |  | Ultimo turno | Ultimo turno    | Ultimo turno | Ultimo turno | Ultimo turno |  |
|  |             |                    |             |             |             |  |  |              |                 |              |              |              |  |
|  | 3           | Giulio Zeppieri    | 6           | 65          | 6           |  |  |              |                 |              |              |              |  |
|  |             | Oriol Roca Batalla | 2           | 7           | 1           |  |  | 3            | Giulio Zeppieri | 6            | 3            | 5            |  |
|  | WC          | Matteo Martineau   | 2           | 6           | 5           |  |  | 7            | Dalibor Svrčina | 3            | 6            | 7            |  |
|  | 7           | Dalibor Svrčina    | 6           | 3           | 7           |  |  |              |                 |              |              |              |  |

### Sezione 4
|  | Primo turno | Primo turno     | Primo turno     | Primo turno | Primo turno |  |  | Ultimo turno | Ultimo turno    | Ultimo turno    | Ultimo turno | Ultimo turno |  |
|  |             |                 |                 |             |             |  |  |              |                 |                 |              |              |  |
|  | 4           | Titouan Droguet | Titouan Droguet | 7           | 6           |  |  |              |                 |                 |              |              |  |
|  | WC          | Clément Chidekh | Clément Chidekh | 65          | 4           |  |  | 4            | Titouan Droguet | Titouan Droguet | 2            | 4            |  |
|  | WC          | Ugo Blanchet    | Ugo Blanchet    | 6           | 6           |  |  | WC           | Ugo Blanchet    | Ugo Blanchet    | 6            | 6            |  |
|  | 6           | Jesper de Jong  | Jesper de Jong  | 3           | 3           |  |  |              |                 |                 |              |              |  |